# アスラン・ブジャニヤ
アスラン・ゲオルギェヴィチ・ブジャニヤ（アブハズ語: Аслан Гьаргь-иҧа Бжьаниа、1963年4月6日 - ）は、国際的に未承認のアブハジア共和国の政治家、チェキスト。同国大統領、国家保安庁長官などを歴任した。

## 経歴
アブハズSSR（現アブハジア）オチャムチルスキー地区タムィシュ村出身。1985年、モスクワ自動車道路大学を卒業。
1985年～1986年、スモレンスク州ウグラン・レスプロムホーズの建設局で働く。1987年～1989年、コムソモール・オチャムチルスキー地区委員会。
1991年、ソ連国家保安委員会（KGB）高等課程を修了。1991年～1992年、アブハジアKGBに勤務。1992年～1993年、アブハジア国家保安庁に勤務。1994年、商業活動に従事。1998年、ロシア連邦政府附属人民経済アカデミーを卒業。
2009年～2010年、駐露大使館経済問題担当参事官。
2010年2月24日、アブハジア国家保安庁長官に任命され、2014年まで務めた。
2020年2月10日に前年の大統領選挙が無効となったことを受け実施された大統領選挙に出馬。選挙の11日前まで誤嚥性肺炎で入院するなど体調不良に見舞われたが、3月22日の投票で当選した。4月23日に大統領に就任し、翌24日にアレクサンドル・アンクヴァブ元大統領・元首相を新首相に任命した。
ロシアとの投資協定を締結しようと試みたものの野党からの反発を招き、2024年11月15日に首都スフミで反政府デモが発生。大統領府や、協定の批准に関する法案の採決を予定していた議会に突入する事態となり、事態収拾のためブジャニヤは法案を撤回。しかし野党側はブジャニヤの大統領辞任を要求した。8時間に及ぶ野党側との交渉の末、ブジャニャは11月19日に辞職に同意。大統領職はバドラ・グンバ副大統領が代行するほか、バレリ・ブガンバ前首相が首相に再就任することでも合意した。

## パーソナル
妻帯、2児を有する。